# Bakacz (wieś)
Bakacz (ros. Бакач) – wieś (ros. деревня, trb. dieriewnia) w zachodniej Rosji, w wołoscie Wiazjewskaja (osiedle wiejskie) rejonu diedowiczskiego w obwodzie pskowskim.

## Geografia
Miejscowość położona jest nad rzeką Bokacz, 8 km od centrum administracyjnego osiedla wiejskiego (Pogostiszcze), 10,5 km od centrum administracyjnego rejonu (Diedowiczi), 95,5 km od stolicy obwodu (Psków).
W granicach wsi znajduje się 12 posesji.

## Demografia
W 2010 r. miejscowość zamieszkiwało 7 osób.